# Erich Schulze (Verbandsfunktionär)
Erich Schulze (* 1. Februar 1913 in Berlin; † 8. Dezember 2017 in Grünwald) war ein deutscher Verbandsfunktionär; er war der erste Vorstandsvorsitzende und Generaldirektor der GEMA. Bei Juristen und Musikern war er aufgrund seiner langjährigen Tätigkeit in der GEMA unter dem Namen Mr. GEMA bekannt.

## Leben
Nach dem Besuch der Realschule begann Schulze sein Berufsleben als Rechtsanwaltsgehilfe. Langjährig war er in führender Stellung, u. a. als Direktor für Böhmen und Mähren, in der im September 1933 von Joseph Goebbels gegründeten „Staatlich genehmigten Gesellschaft zur Verwertung musikalischer Aufführungsrechte“ (STAGMA) tätig.
1947 wurde er mit dem Aufbau der GEMA beauftragt. Sein Amt als alleiniger Vorstand und Generaldirektor der Gesellschaft legte er Ende 1989 nach über 40 Jahren nieder und war seit Anfang 1990 Ehrenpräsident der Gesellschaft. In der Zeit unter Schulzes Leitung stieg das Tantiemeaufkommen der GEMA von anfangs 16 Millionen RM auf über 500 Millionen DM.
Auf die Gesetzgebung im Bereich des Urheberrechtes nahm Schulze als Berater von Politikern Einfluss – etwa als Mitglied der Sachverständigenkommission des Bundesjustizministeriums – aber auch als Kläger vor dem Bundesverfassungsgericht. Er ist Autor zahlreicher Fachveröffentlichungen auf dem Gebiet des Urheberrechts.
Schulzes Nachfolger als GEMA-Vorstand wurde Reinhold Kreile.
1998 gründete Erich Schulze die nach ihm benannte Stiftung zur Förderung der Wissenschaften über den Schutz der Kunst und der Kulturschaffenden und betraute die Philipps-Universität Marburg mit den Stiftungsaufgaben, zu denen auch die Verleihung des mit 2.500 Euro dotierten Erich-Schulze-Preises für herausragende Arbeiten auf den Gebieten des Urheberrechts und der Musikwissenschaft gehört; im Jahr 2011 wurde der Preis an den Musikwissenschaftler Christian Lemmerich verliehen.
Erich Schulze war verheiratet, hatte vier Kinder und lebte seit 1956 in der oberbayerischen Gemeinde Grünwald.

## Auszeichnungen und Ehrungen (Auswahl)
- 1956: Ehrendoktorwürde der Jurisprudenz der Universität zu Köln
- 1962: Komturkreuz des Päpstlichen Silvesterordens[10]
- 1965: Österreichisches Ehrenkreuz für Wissenschaft und Kunst I. Klasse
- 1967: Verdienstkreuz 1. Klasse des Verdienstordens der Bundesrepublik Deutschland
- 1971: Bayerischer Verdienstorden
- 1974: Ehrentitel eines Professors, verliehen durch den Präsidenten der Republik Österreich
- 1978: Großes Verdienstkreuz des Verdienstordens der Bundesrepublik Deutschland[11]
- 1981: Medaille für Verdienste um die deutsche Musik des Deutschen Komponistenverbandes
- 1982: Silbernes Blatt der Dramatiker-Union[12]
- 1983: Richard-Strauss-Medaille
- 1986: Komturkreuz mit Stern des Päpstlichen Gregoriusordens
- 1988: Großes Silbernes Ehrenzeichen für Verdienste um die Republik Österreich
- 1990: Ehrenpräsident der GEMA
- 1990: Goldene Nadel der Dramatiker-Union[12]
- 1990: Goldene Stimmgabel als Publikumspreis[13]
- 1990: Errichtung des Erich-Schulze-Brunnens vor dem GEMA-Verwaltungsgebäude in München-Haidhausen zu Ehren von Erich Schulze